# Adam Levine
Adam Noe Levine, ameriški pevec in tekstopisec. *18. marec 1979.
Je član in glavni pevec skupine Maroon 5.